# The Holloways
The Holloways son una banda formada por cuatro miembros procedentes del norte de Londres. Su primer sencillo "Two Left Feet" fue un éxito, el cual continuó con "Generator". Generator fue nombrada la 16.ª mejor canción del año. Su álbum So, this is Great Britain? fue publicado el 30 de octubre de 2006. La banda atrajo la atención de los medios. The Holloways ya ha finalizado una gira por Reino Unido.
La banda se formó en un lugar de música en directo llamado "Nambucca" en la Holloway Road en 2004, los miembros son Alfie Jackson (Cantante, guitarra y armónica), Rob Skipper (cantante, guitarra y violín) Bryn Fowler (Bajo y coro) y Dave Danger (tambores).
Generator fue reeditado el 11 de junio de 2007 por la BBC.

## Discografía

### Álbumes
- So This is Great Britain? (30 de octubre de 2006)
- No Smoke, No Mirrors (5 de octubre de 2009)

### Sencillos
- "Two Left Feet" (7 de agosto de 2006)
- "Generator" (16 de octubre de 2006)
- "Dancefloor" (26 de marzo de 2007)
- "Generator" (11 de junio de 2007) (Reeditado)